# 쓰키노와능·노치노쓰키노와능
쓰키노와능(일본어: 月輪陵 쓰키노와노미사사기[*])·노치노쓰키노와능(일본어: 後月輪陵 노치노쓰키노와노미사사기[*])은 일본 교토부 교토시 히가시야마구에 위치한 천황릉이다.

## 연혁
헤이안 시대에는 금상천황이 붕어하면 토장을 하고 태상천황이 붕어하면 화장을 하는 것이 통례였다. 그런데 천황이 재위 중에 붕어하는 것을 흉사(凶事)로 여기는 인식이 생기면서 대부분의 천황이 양위한 뒤 붕어하는 것이 관례가 되었고 9세기 중엽부터는 모든 천황을 다 화장하게 되었다. 그리고 이때부터 능을 조성하는 것과는 별개로 화장한 장소에 화장총(火葬塚)을 만들거나 재를 모아 회총(灰塚)을 만드는 관행도 생겼다.
한편 헤이안 시대에는 능과 사원이 강하게 연결되어 있었다. 다이고 천황의 능은 다이고지 북쪽에 조성되었고 관리도 정부 기구인 제릉료가 아니라 다이고지에서 담당했다. 원정이 행해질 때에는 사원 안에 능을 조성하는 관행이 생겼고 후카쿠사 북릉처럼 납골당으로 활용된 법화당도 등장하게 되었다.

### 시조 천황의 쓰키노와 능
조큐의 난이 조정의 패배로 끝나면서 조정의 권위는 추락했고 황위 계승도 가마쿠라 막부의 의향이 강하게 반영되기 시작했다. 1242년 시조 천황이 급서하자 센뉴지에 토장됐고 묘소로 활용하기 위해 신어당을 세웠다. 이것이 센뉴지 내에서 천황의 장례를 치른 첫 번째 사례다. 센뉴지에서 장례를 치른 것은 시조 천황의 유조를 따른 것이라고 전해지지만 천황의 외할아버지 구조 미치이에가 센뉴지와 연관이 있었고 천황의 아버지 고호리카와 천황의 능이 센뉴지 근처에 있었다는 점이 참작된 것으로 보인다. 나중에는 가마쿠라 시대 초기의 승려 슌조가 시조 천황이 환생한 것이라는 전승까지 나오게 되었다.

### 장례와 회총의 운영
이후 일본 황통은 지묘인통과 다이카쿠지통으로 쪼개지고 난보쿠초 시대로 이어진다. 지묘인통이 배출한 첫 번째 천황인 고후카쿠사 천황의 능은 법화당이 그 역할을 대신했는데 사실상 지묘인통의 영당(霊堂)이 되어 많은 지묘인통 천황들이 합장되어 지금의 후카쿠사 북릉으로 발전하게 되었다.
북조의 네 번째 천황인 고코곤 천황도 붕어한 뒤 센뉴지에서 장례를 치르고 법화당에 납골됐다. 이때 관은 명주를 쓰지 않고 승려들만 모여서 불교식으로 장례를 진행했다. 이후 천황의 장례는 센뉴지가 독점하여 이후의 천황들도 모두 법화당에 납골되는 것이 통례가 되었다. 그 중에서도 고쓰치미카도 천황부터 고요제이 천황까지 다섯 명의 천황은 회총도 만들어졌다.

### 근세의 천황릉
고코묘 천황부터 닌코 천황까지는 화장하는 의식만 거행하고 실제 화장은 하지 않은 채 모두 센뉴지에 토장을 했다. 1620년 고요제이 천황의 국모 가주지 하루코가 서거하자 그 묘를 센뉴지에 만든 것을 계기로 황족의 묘도 센뉴지에 조성되었다. 이로써 센뉴지는 명실상부 황실의 능으로 기능하게 되었다.
화장을 하지 않고 토장을 하게 된 이유는 아오치 노리모토가 쓴 『가관소설』에 기재된 오쿠 하치베에의 이야기가 유명하지만 야사에 불과해 실제 역사인지 의심을 받고 있다. 그 외에도 에도 막부가 유교를 보급하여 불교식 화장이 진행되지 못했다거나 금상천황이 붕어하면 토장을 하는 옛 사례를 되살렸다는 설도 있다.
고메이 천황이 붕어하자 신불 분리의 영향에 따라 다시 산릉을 만들어야 한다는 움직임이 있었다. 이에 덴지 천황의 능 근처에 조성하자는 얘기가 나왔지만 센뉴지가 반대했고 결국 센뉴지 근처에 동산릉을 만드는 것으로 결정됐다. 이 논란으로 고메이 천황의 장례는 붕어한 뒤 1개월이 지나서야 겨우 거행됐다. 장례는 화장 의식도 생략하고 완전히 토장을 했으며 이로써 근세 천황릉을 조성하는 예는 모두 사라지게 되었다.

## 능묘
5기의 회총 중 고요제이 천황의 회총을 제외한 4기는 나무를 심어 옆으로 줄세워져 있다. 심어져 있는 나무는 비쭈기나무지만 과거에는 다른 나무가 심어져 있었다. 고요제이 천황의 회총은 석조9층탑이 조성되어 있는데 무로마치 시대의 기록에는 당시에만 해도 능과 회총의 구별이 명확하지 않아 시조 천황의 능을 참고삼아 만든 것으로 보인다는 추측이 남아 있다.
시조 천황의 능을 제외한 센뉴지 근처에 조성된 천황릉은 에도 시대에 재위했던 모든 천황들의 능이다. 천황릉은 전부 석조9층탑으로 되어 있으며 구획은 돌책으로 하고 있고 정방형으로 구분되어 있다. 일부는 돌책에 돌문이 있다.
16명의 여원과 4명의 친황의 능묘는 무봉탑 혹은 보협인탑을 세웠다. 사네히토 친왕의 무덤이 가장 먼저 조성되었지만 연대는 불명이며 무봉탑을 왜 세웠는지도 알려져 있지 않다.
여원은 황후인지 후궁인지에 따라 각각 능과 묘를 조성했고 그 규모도 달랐다. 원래는 무봉탑을 세웠지만 도쿠가와 마사코의 무덤에 처음으로 보협인탑을 세웠다. 막부가 조정에 각서를 보낸 기록이 있기에 쇼군가 출신인 그의 입장이 반영된 것으로 보인다. 도쿠가와 마사코 이후에 조성된 여원의 무덤은 다시 무봉탑이 세워졌지만 고노에 고레코의 무덤에 다시 보협인탑이 조성됐다. 도쿠가와 마사코의 예를 흉내냈다는 소문이 당시에도 있었는데 이후 여원의 무덤에는 모두 보협인탑을 세우기 시작했다. 다만 도쿠가와 마사코와 달리 다른 보협인탑에는 돌책을 두지 않는 등 격의 차이를 두었다.
요시코 내친왕의 무덤만 7층탑을 세웠는데 이는 1870년(메이지 3년)에 새로 만든 것이고 원래는 보협인탑이 있었다. 보협인탑을 세울 당시부터 조정은 내친왕의 무덤을 도쿠가와 마사코와 동격의 예로 해줄 것을 막부에 요청했고 막부도 이를 받아들였다고 한다.
19세기에는 세 명의 친왕의 무덤이 조성되었는데 모두 황후의 자식들이지만 세워진 보협인탑은 여원의 보협인탑보다는 작다.

## 피장자
- 시조 천황: 87대 천황.
- 고쓰치미카도 천황: 103대 천황.
- 고카시와바라 천황: 104대 천황.
- 고나라 천황: 105대 천황.
- 사네히토 친왕: 오기마치 천황의 5황자.
- 오기마치 천황: 106대 천황.
- 고요제이 천황: 107대 천황.
- 가주지 하루코: 고요제이 천황의 어머니.
- 고노에 사키코: 고미즈노오 천황의 어머니.
- 고코묘 천황: 110대 천황.
- 소노 미쓰코: 고코묘 천황의 어머니.
- 소노 구니코: 레이겐 천황의 어머니.
- 도쿠가와 마사코: 메이쇼 천황의 어머니.
- 고미즈노오 천황: 108대 천황.
- 고사이 천황: 111대 천황.
- 구시게 다카코: 고사이 천황의 어머니.
- 메이쇼 천황: 109대 천황.
- 히가시야마 천황: 113대 천황.
- 다카쓰카사 후사코: 레이겐 천황의 황후.
- 고노에 히사코: 사쿠라마치 천황의 어머니.
- 유키코 여왕: 히가시야마 천황의 황후.
- 레이겐 천황: 112대 천황.
- 나카미카도 천황: 114대 천황.
- 사쿠라마치 천황: 115대 천황.
- 모모조노 천황: 116대 천황.
- 고모모조노 천황: 118대 천황.
- 고노에 고레코: 고모모조노 천황의 황후.
- 니조 이에코: 고사쿠라마치 천황의 어머니.
- 이치조 도미코: 고모모조노 천황의 어머니.
- 마스히토 친왕: 고카쿠 천황의 3황자.
- 사쿠라마치 천황: 117대 천황.
- 도시히토 친왕: 고카쿠 천황의 7황자.
- 시즈히토 친왕: 닌코 천황의 1황자.
- 다카쓰카사 쓰나코: 닌코 천황의 황후.
- 고카쿠 천황: 119대 천황.
- 닌코 천황: 120대 천황.
- 요시코 내친왕: 고카쿠 천황의 황후.
- 다카쓰카사 야스코: 닌코 천황의 황후.
- 오기마치 나오코: 고메이 천황의 어머니.

## 같이 보기
- 일본 천황